# Samorząd Regionu Chewel Elot
Samorząd Regionu Chewel Elot (hebr. מועצה אזורית חבל אילות) – samorząd regionu położony w Dystrykcie Południowym, w Izraelu.
Samorządowi podlegają tereny w południowej części pustyni Negew, na północ od miasta Ejlat.

## Osiedla
Na terenach o powierzchni 2 200 km² mieszka około 2 900 ludzi. Znajduje się tutaj 10 kibuców i 2 wioski.

### Kibuce
| - Elot - Elifaz - Gerofit - Lotan - Ne’ot Semadar | - Newe Charif - Ketura - Samar - Jahel - Jotwata |

### Wioski
| - Be’er Ora | - Szacharut |